# Arbetets död och medborgarlön
Arbetets död och medborgarlön: En essä om det goda livet, är en polemisk debattbok av sociologen Lars Ekstrand, utgiven 1996 på Bokförlaget Korpen. Boken kan ses som en uppföljning av Den befriade tiden, som han gav ut året innan och där "medborgarlön" liksom "arbetskritiken" återaktualiserades i svensk debatt. I Arbetets död och medborgarlön fördjupas resonemangen och författaren gör även en skiss av hur medborgarlön skulle kunna finansieras i en svensk kontext. Med skissen vill han visa att hindren för medborgarlön inte främst är ekonomiska utan snarare av psykologisk och politisk karaktär. I boken anklagas socialdemokraterna för att landet närmat sig ett så kallat tvåtredjedelssamhälle. Böckerna stimulerade debatten men utan att få någon praktisk påverkan på politiken.